# Histoire philatélique et postale de la Finlande

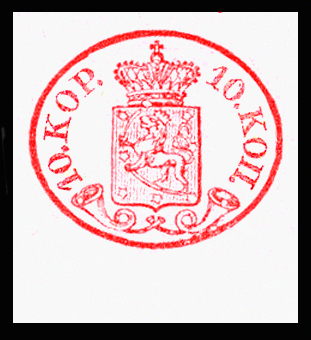
Premier timbre finlandais de 1856

Ceci est une introduction à l'histoire postale et philatélique de la Finlande.